# Hall of Fame Open 2021
L'Hall of Fame Open 2021, anche conosciuto come Hall of Fame Open for The Van Alen Cup per motivi di sponsorizzazione, è stato un torneo maschile di tennis che si gioca sull'erba. È stata la 45ª edizione dell'Hall of Fame Tennis Championships, che fa parte della categoria ATP Tour 250 nell'ambito dell'ATP Tour 2021. Il torneo si è disputato all'International Tennis Hall of Fame di Newport dal 12 al 18 luglio 2021.

## Partecipanti

### Teste di serie
| Nazionalità | Giocatrice         | Ranking* | Testa di serie |
| ----------- | ------------------ | -------- | -------------- |
| Kazakistan  | Aleksandr Bublik   | 38       | 1              |
| Stati Uniti | Sam Querrey        | 54       | 2              |
| Giappone    | Yoshihito Nishioka | 58       | 3              |
| Canada      | Vasek Pospisil     | 65       | 4              |
| Stati Uniti | Tennys Sandgren    | 68       | 5              |
| Stati Uniti | Steve Johnson      | 74       | 6              |
| Australia   | Jordan Thompson    | 78       | 7              |
| Sudafrica   | Kevin Anderson     | 102      | 8              |

* Ranking al 28 giugno 2021.

### Altri partecipanti
I seguenti giocatori hanno ricevuto una wild card per il tabellone principale:
- Kevin Anderson
- Ivo Karlović
- Jack Sock

I seguenti giocatori sono passati dalle qualificazioni:

- Alex Bolt
- Sebastian Ofner
- Brayden Schnur
- Mitchell Krueger

### Ritiri
Prima del torneo
- James Duckworth → sostituito da  Jenson Brooksby
- Marcos Giron → sostituito da  Jason Jung
- Adrian Mannarino → sostituito da  Maxime Cressy
- Mackenzie McDonald → sostituito da  Cedrik-Marcel Stebe
- Tommy Paul → sostituito da  Jurij Rodionov
- Andreas Seppi → sostituito da  Paolo Lorenzi

## Partecipanti al doppio

### Teste di serie
| Nazione       | Giocatore        | Nazione   | Giocatore          | Ranking* | Testa di serie |
| ------------- | ---------------- | --------- | ------------------ | -------- | -------------- |
| Nuova Zelanda | Marcus Daniell   | Giappone  | Ben McLachlan      | 88       | 1              |
| Israele       | Jonathan Erlich  | Messico   | Santiago González  | 126      | 2              |
| Finlandia     | Harri Heliövaara | Australia | John-Patrick Smith | 156      | 3              |
| Regno Unito   | Luke Bambridge   | Australia | Matt Reid          | 157      | 4              |

* Ranking al 28 giugno 2021.

### Altri partecipanti
Le seguenti coppie hanno ricevuto una wildcard per il tabellone principale:
- William Blumberg /  Jack Sock
- Aleksandr Bublik /  Dennis Novikov

### Ritiri
Prima del torneo
- Matthew Ebden /  John-Patrick Smith → sostituiti da  Harri Heliövaara /  John-Patrick Smith
- Harri Heliövaara /  Lloyd Glasspool → sostituiti da  Robert Galloway /  Alex Lawson
- James Duckworth /  Matt Reid → sostituiti da  Luke Bambridge /  Matt Reid
- Marcos Giron /  Evan King → sostituiti da  Treat Huey /  Miguel Ángel Reyes Varela

## Campioni

### Singolare
Kevin Anderson ha sconfitto in finale  Jenson Brooksby con il punteggio di 7-6(8), 6-4.
- È il settimo titolo in carriera per Anderson, il primo della stagione.

### Doppio
William Blumberg /  Jack Sock hanno sconfitto in finale  Austin Krajicek /  Vasek Pospisil con il punteggio di 6-2, 7-6(3)